# Kyrios (Christentum)
Der Titel Kyrios (altgriechisch κύριος „Herr“) wird im Sprachgebrauch des Neuen Testaments sowohl für Gott als auch für Jesus Christus verwendet. In der Liturgie ist die griechische Anrufung Kyrie bzw. Herr für Jesus Christus geläufig.
Im antiken Griechenland bezeichnete Kyrios den Hausherren und das Familienoberhaupt einer Haus- und Wirtschaftsgemeinschaft, des Oikos.

## Tanach bzw. Altes Testament
Um den biblischen Gottesnamen JHWH nicht versehentlich zu missbrauchen, tabuisierte das Judentum seine Aussprache und entwickelte Ersatzlesungen dafür. Meist wurden die hebräischen Konsonanten mit den Vokalen für das Wort Adonaj („[mein] Herr“) unterlegt. Die Übersetzung ins hellenistische Griechisch – die Septuaginta – verwendet in derselben Tradition mehr als 6000-mal das Wort Κύριος anstelle des Gottesnamens (die Anrede als „Gott“ bleibt davon unberührt). Ältere Manuskripte schrieben allerdings JHWH (יהוה) in hebräischen Buchstaben, um damit dem Hörer zu signalisieren, hier Κύριος zu lesen.
Entsprechend dem durch den Begriff „Herr“ angedeuteten Machtverhältnis bezeichnen sich die Menschen gegenüber Gott häufig als „Diener“ oder „Knecht“ – ähnlich dem Verhältnis zwischen einem Machthaber und seinem Untertanen.

## Neues Testament
Im Neuen Testament wird die Tradition der Septuaginta aufgegriffen, so dass Gott als κύριος angesprochen wird. Daneben ist mit dem Begriff weiterhin die profane Bezeichnung eines Herrn und Gebieters in einem Haus präsent. Zusätzlich wird allerdings die Autorität Jesu, die für Christen über die eines religiösen Lehrers („Meister“, „Rabbi“) weit hinausgeht, durch den Kyrios-Titel ausgedrückt. Das wird unter anderem damit begründet, dass Jesus Gott mit dem vertraulichen Abba angeredet hat und diese Anrede auch seinen Jüngern erlaubte.
Der Titel Kyrios wird in der Verwendung für Jesus insofern neu interpretiert, als damit einerseits seine Gottesnähe (vgl. den Gedanken der Auferweckung) betont wird, andererseits aber gerade der Dienstcharakter seines Auftretens gegenüber den Menschen zur Begründung für diese Anrede wird (vgl. z. B. Hebr 2,9). Ein weiterer Begründungsstrang verbindet den Titel mit einer königlichen Autorität Jesu – sei es im Sinne eines gottgesalbten Retter-Königs für Israel (Messias) oder als Weltenrichter im Dienste einer neuen, göttlichen Gerechtigkeit.

## Christentumsgeschichte
Der Kyrios-Titel wurde im Christentum jahrhundertelang für Gott und Jesus zugleich verwendet; in einzelnen liturgischen Texten wie dem Kyrie eleison blieb der griechische Wortlaut auch dann erhalten, als die meisten Elemente des Gottesdienstes in lateinischer Sprache oder in anderen Sprachen gestaltet wurden.